# زیان سرمایه‌ای

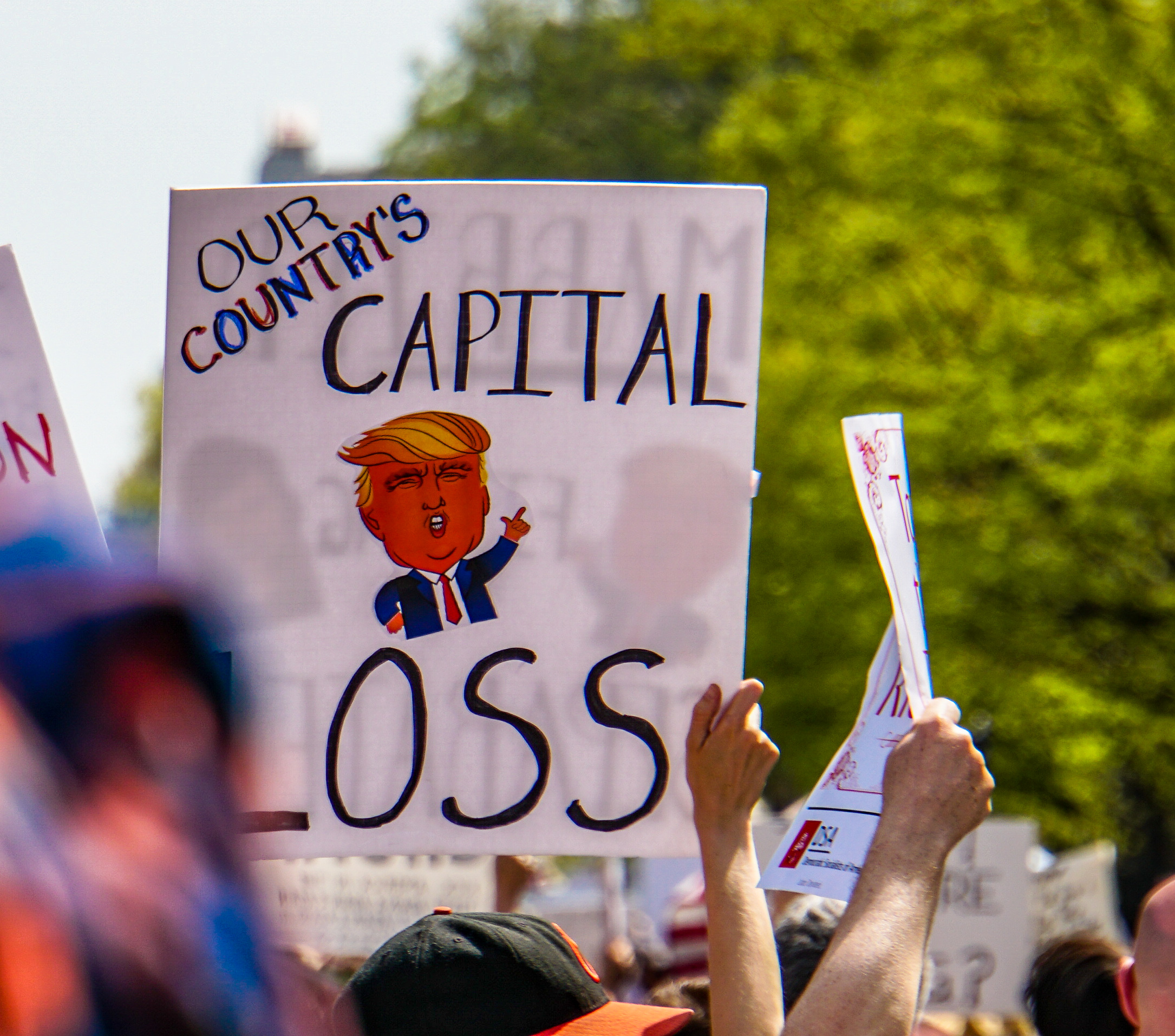
تابلوی زیان سرمایه کشور ما

زیان سرمایه‌ای، (به انگلیسی: Capital loss) کاهش ارزش بازار سرمایه‌گذاری، به طوری‌که ارزش جاری، کمتر از بهای تمام شده باشد. منفعت سرمایه‌ای، به زیان کاغذی نیز معروف است، زیرا در صورت فروش است، که زیان سرمایه‌گذار عینیت می‌یابد.